# ماري ليندمان (مؤرخة)
ماري ليندمان (بالإنجليزية: Mary Lindemann)‏ هي مؤرخة أمريكية، ولدت في 1949.